# Lepisanthes tetraphylla
Lepisanthes tetraphylla är en kinesträdsväxtart som först beskrevs av Vahl, och fick sitt nu gällande namn av Ludwig Radlkofer. Lepisanthes tetraphylla ingår i släktet Lepisanthes och familjen kinesträdsväxter. Utöver nominatformen finns också underarten L. t. trichocarpa.